# Disco Boy
Disco Boy är en fransk dramafilm från 2023. Filmen är regisserad av Giacomo Abbruzzese som även skrivit filmens manus tillsammans med Cristèle Alves Meira och Licia Eminenti. Franz Rogowski spelar en av huvudrollerna.
Filmen hade biopremiär i Sverige den 11 augusti 2023, utgiven av NonStop Entertainment.

## Handling
Filmen kretsar kring  Aleksei som reser till Paris för att gå med i främlingslegionen. I Nigeria kämpar Jomo mot oljebolagen som hotar byn han bor i, och där kidnappar han franska medborgare. En grupp från främlingslegionen ledda av Aleksei griper, vilket innebär att Alekseis och Jomos liv vävs samman.

## Rollista (i urval)
- Franz Rogowski – Aleksei
- Morr Ndiaye – Jomo
- Laetitia Ky – Udoka
- Leon Lučev – Paul
- Matteo Olivetti – Francesco
- Robert Więckiewicz – Gavril
- Michał Balicki – Mikhail